# Stéphane Dermaux
Stéphane Dermaux (ur. 13 lipca 1929 w Roncq, zm. 30 października 1998 w Lille) – francuski polityk i samorządowiec, deputowany Zgromadzenia Narodowego, od 1988 do 1989 poseł do Parlamentu Europejskiego II kadencji.

## Życiorys
Syn Cyrille’a Dermaux i Madelaine Yvonne Veroone. Zaangażował się w działalność Unii na rzecz Demokracji Francuskiej. W latach 1983–1989 był merem Tourcoing, zasiadał też w radzie departamentalnej. w latach 1986–1988 pozostawał deputowanym Zgromadzenia Narodowego VIII kadencji. Od lipca 1988 wykonywał mandat posła do Parlamentu Europejskiego (zastąpił Dominique’a Baudis). Przystąpił do Grupa Liberalnej, Demokratycznej i Reformatorskiej.